# Alice (film 1977)
Alice (Alice ou la Dernière Fugue) è un film del 1977 diretto da Claude Chabrol. 
È dedicato alla memoria di Fritz Lang.

## Trama
Non potendo più sopportare il marito, Alice fa la valigia e se ne va da casa. In macchina, si dirige non sa neanche lei dove. Su una strada deserta, all'improvviso si rompe il parabrezza: alla ricerca di aiuto, si trova davanti a un vialetto alla fine del quale arriva a una villa. Il proprietario, un signore elegante e gentile, la invita a cena e le offre ospitalità per la notte, promettendole di fare in modo che l'auto sarà riparata la mattina seguente.
A letto, il sonno di Alice viene interrotto da un rumore spaventoso. Svegliata si soprassalto, si precipita alla finestra dove le sembra di avvertire una presenza misteriosa che si aggira nel parco. La mattina dopo, la casa è deserta ma la sua auto è stata riparata. Pronta a riprendere il viaggio, sale in macchina, mette in moto e si avvia. Ben presto, però, si rende contro di girare in tondo e di non riuscire più a trovare il cancello di uscita. Abbandona l'auto, prende la valigia e si avvia a piedi alla ricerca della porta. Sul suo percorso, incontra degli strani personaggi che non aiutano la sua ricerca e Alice finisce per tornare alla casa dove passa un'altra notte.
La mattina dopo, la casa è sempre deserta, ma in cucina Alice trova un caffè caldo che l'aspetta. Di nuovo di partenza, sale ancora una volta in macchina: sulla strada incontra un benzinaio misterioso ad una stazione di servizio... poi vede un ristorante dove si sta svolgendo un banchetto funebre con i partecipanti che cercano di coinvolgerla in un baccanale... Alice riprende il viaggio: la notte cala in fretta e la pioggia comincia a cadere... Tutto sembra riportarla a una situazione di déjà vu...

## Produzione
Il film fu co-prodotto da Filmel e P.H.P.G.

## Colonna sonora
- Concerto per pianoforte n. 24- K 491 di Mozart (Wolfgang Amadeus Mozart) - al pianoforte Paul Von Schilhawski, orchestra diretta da Rudolf Albert (MUSIDISC)
- Le Temps des cerises - parole di Jean-Baptiste Clément, musica di Antoine Renard. Cantata da Louise Rioton

## Distribuzione
Distribuito in Francia dalla Union Générale Cinématographique (UGC), uscì nelle sale nel 1977: in Francia il 19 gennaio, in Svezia l'8 agosto. Partecipò al Toronto Film Festival, dove fu proiettato l'11 settembre 1977. Il 10 settembre 1979, venne presentato al Figueira da Foz Film Festival, uscendo poi nelle sale portoghesi il 2 maggio 1980. La Cinemateca Portuguesa lo proiettò in seguito il 10 dicembre 2010.